# Saison 2007-2008 des Thrashers d'Atlanta
Autres saisons
La saison 2007-2008 constitue la huitième saison pour les Thrashers d'Atlanta dans la Ligue nationale de hockey. L'équipe est également l'hôte du 56e Match des étoiles de la Ligue nationale de hockey durant cette saison.

## La saison régulière

### Contexte
À la suite de leur première participation en séries éliminatoires de la Coupe Stanley au printemps de la saison 2006-2007 où ils furent rapidement éliminés par les Rangers de New York, les Thrashers entrevoient de façon positive cette nouvelle saison et ce malgré divers problèmes s'étant situés sur leur chemin.

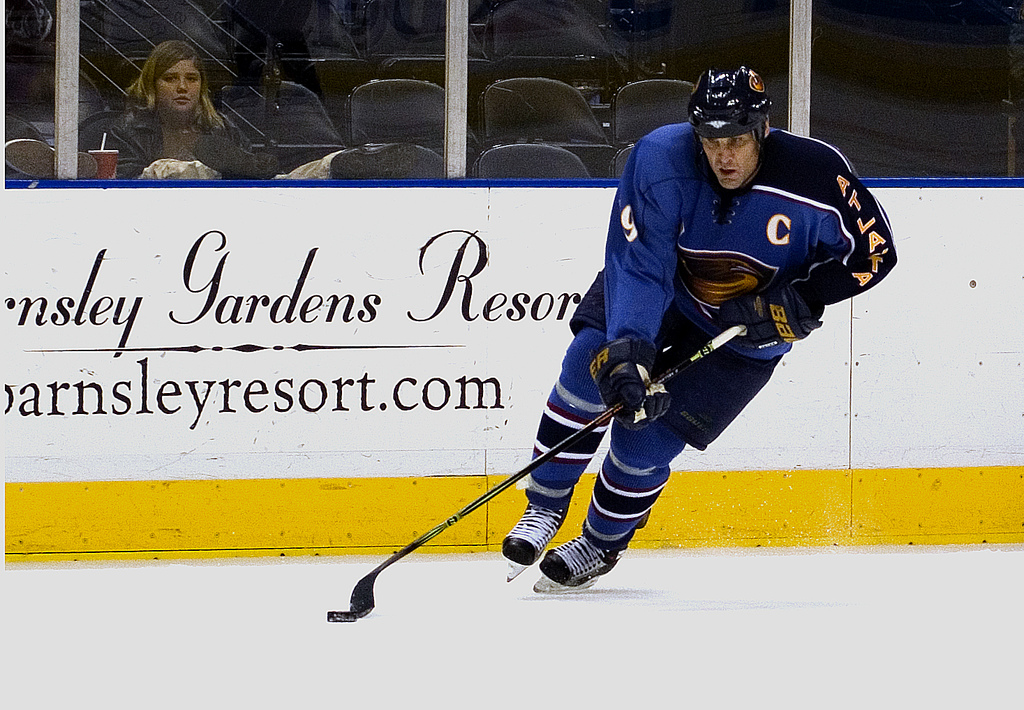
Le capitaine en 2006-07, Scott Mellanby.

Étant en lutte pour les séries de 2006-2007, ils sacrifièrent leurs choix de première et troisième ronde au repêchage de 2007 pour obtenir Keith Tkachuk. Ce fut beaucoup pour peu car l'été venu, les Thrashers retournèrent Tkachuk à son équipe de provenance, les Blues de Saint-Louis, en retour d'un choix conditionnel au repêchage de 2008. Durant ce même été, le capitaine Scott Mellanby annonça son retrait de la compétition.
Avec l'arrivée de joueurs autonomes tels Todd White et Éric Perrin, la progression de jeunes recrues comme Tobias Enström et Colin Stuart et le poste de directeur général de Don Waddell étant assuré à la suite de la participation en série de la précédente saison, tout semble annoncer la meilleure année de l'équipe depuis sa création.

## Les transferts

### Arrivées et prolongations
- Le 31 mai 2007, étant maintenant éliminé, les Thrashers peuvent commencer à s'occuper à plein temps de la préparation de la nouvelle saison. Ce qu'ils font en re-signant quatre joueurs qu'ils avaient repêché en 2005 : le gardien de but Ondřej Pavelec, le défenseur Chad Denny et les attaquants Tomáš Pospíšil et Myles Stoesz, les quatre joueurs acceptent des contrats de trois saisons[2].
- Au lendemain de ces quatre signatures, le DG Waddell annonce que l'équipe a réussi à trouver un accord de deux saisons à 900 000$ par année avec leur choix de huitième ronde au repêchage de 2003, Tobias Enström[3].
- Le 22 juin, à l'aube du repêchage d'entrée, les Thrashers font l'acquisition du solide attaquant Chris Thorburn en provenance des Penguins de Pittsburgh. En retour, ces derniers obtiennent le deuxième choix de troisième ronde (78e au total) que les Thrashers possédaient[4]. Le même jour, l'équipe re-signe deux joueurs; dans un premier temps, le défenseur Steve McCarthy s'entend avec les Thrash pour un contrat d'une saison à 725 000$ puis dans un deuxième temps, l'attaquant Brad Larsen accepte une offre de 1 070 000$ pour deux saisons[5].
- Le 23 juin, l'équipe fait l'acquisition du jeune Jesse Schultz des Canucks de Vancouver en retour du joueur de la Ligue américaine de hockey, James Sharrow[6].
- Le 1er juillet annonce l'ouverture du « marché » des agents libres : les centaines de joueurs n'ayant pas été en mesure de renégocier avec leur équipes respectives peuvent alors offrir leurs services aux autres équipes de la ligue, il s'agit de la journée où l'on retrouve généralement le plus de signature de contrat. Les Thrashers n'y échappent pas et annoncent la re-signature de l'attaquant Pascal Dupuis pour un an[7], la mise sous contrat de Todd White[8] et d'Éric Perrin[9].

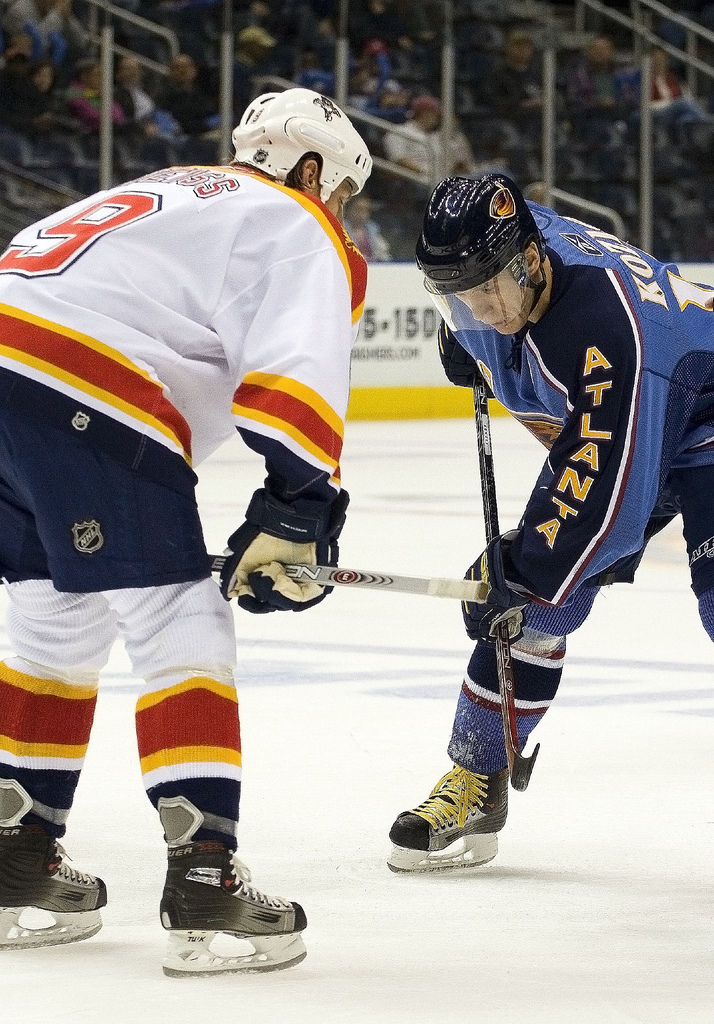
Viatcheslav Kozlov.

- La valse des agents libres continue pendant quelques jours et, le 2 juillet, c'est au tour du défenseur vétéran Ken Klee de se joindre à la formation en acceptant une offre de 2 500 000$ pour deux saisons et ainsi venir renforcer une défensive spongieuse[10]. Deux jours plus tard, l'équipe annonce la mise sous contrat pour trois saisons et 11 000 000$ de l'attaquant Viatcheslav Kozlov[11]. Le 6, c'est au tour de leur choix de deuxième tour au repêchage de 2004, Grant Lewis, de s'entendre avec l'équipe pour les deux prochaines saisons. Ce dernier rejoint alors le club-école dans la Ligue américaine de hockey, les Wolves de Chicago[12].
- Trois autres joueurs re-signeront avec l'équipe en l'espace de trois jours, d'abord le vétéran Eric Boulton qui s'entend avec l'équipe le 11 juillet[13] puis le lendemain, Jesse Schultz[14]. Le 13, c'est au tour de l'ancien joueur des Capitals de Washington, Alexandre Giroux de rejoindre la formation géorgienne[15].
- Avant la fin du mois de juillet, cinq autres joueurs re-signeront avec les Thrashers, soit le défenseur Garnet Exelby[16] le 17, les attaquants Colin Stuart[17] et Chris Thorburn[18] le 19 et finalement le 25, le centre Jim Slater qui signe un contrat de deux saisons[19].
- Le 8 août, les Thrashers annoncent l'embauche en tant qu'agents libres de deux joueurs qui rejoindront les Wolves de Chicago : le défenseur Karel Pilař et l'attaquant Milan Bartovič[20].
- Le 30 août, le défenseur Joel Kwiatkowski signe comme agent libre avec la formation[21]. Le 6 septembre, le choix de deuxième tour des Thrashers en 2006, Riley Holzapfel accepte une prolongation de son contrat avec l'équipe à raison de 850 000$ pour les trois saisons suivantes[22].
- Il faudra attendre le 8 décembre avant de voir un autre joueur se joindre à la formation. Mark Recchi, délaissé par les Penguins de Pittsburgh se voit réclamé au ballotage par les Thrashers[23].

### Joueurs repêchés
Les Thrashers repêchent en 23e position lors de l'encan 2007 qui se déroule à Columbus (Ohio). En raison de nombreuses transactions, l'équipe ne peut sélectionner qu'en troisième ronde où elle recrute le jeune ailier droit Spencer Machacek.
Voici la liste des quatre joueurs que les Thrashers purent recruter lors de cette séance :
| Ronde | Choix | Nom              | Poste        | Nationalité | Équipe junior                                              |
| ----- | ----- | ---------------- | ------------ | ----------- | ---------------------------------------------------------- |
| 3     | 67    | Spencer Machacek | Ailier droit | Canada      | Giants de Vancouver (LHOu)                                 |
| 4     | 115   | Niklas Lucenius  | Centre       | Finlande    | Tappara Tampere (Sm-Liiga)                                 |
| 6     | 175   | John Albert      | Centre       | États-Unis  | Équipe de développement des moins de 18 ans des États-Unis |
| 7     | 205   | Paul Postma      | Défenseur    | Canada      | Broncos de Swift Current (LHOu)                            |

### Départs
Quelques joueurs quittèrent les Thrashers au cours de l'été, ceux-ci sont classés ici par ordre alphabétique :
- Éric Bélanger qui retourna avec le Wild du Minnesota, équipe avec qui il avait débuté, la saison précédente.
- Greg de Vries signa à titre d'agent libre avec les Predators de Nashville.
- Shane Hnidy signa comme agent libre avec les Ducks d'Anaheim.
- Derek MacKenzie signa avec les Blue Jackets de Columbus.
- Scott Mellanby annonça son retrait de la compétition après 21 saisons passées dans la LNH.
- Jonathan Sim et Andy Sutton signèrent à titre d'agent libre avec les Islanders de New York.
- Keith Tkachuk retourna aux Blues de Saint-Louis via transaction.
- Jean-Pierre Vigier rejoignit les rangs du Genève-Servette Hockey Club de la Ligue nationale A en Suisse.
- En début de saison, l'attaquant Milan Bartovič quitta l'équipe pour rejoindre le HC Bílí Tygři Liberec de la Extraliga.
- À la date limite des transactions dans la LNH, soit le 26 février 2008, les Thrashers envoient Marián Hossa, Pascal Dupuis et leurs choix de quatrième ronde au repêchage de 2008 aux Penguins de Pittsburgh. En retour Atlanta obtient les attaquants Colby Armstrong, Erik Christensen, l'espoir Angelo Esposito ainsi que leurs choix de première ronde en 2008.
- Ce même jour, Atlanta cède Alexandre Giroux, qui évoluait jusqu'alors avec le club-école aux Capitals de Washington en retour de Joe Motzko.

## L'équipe
Bob Hartley a commencé la saison en tant qu'entraîneur, mais a été remplacé après six rencontres par le directeur général Don Waddell qui assuma l'intérim pour le reste de la saison. Les assistants-entraîneurs sont Steve Weeks et Brad McCrimmon. McCrimmon sera nommé le 1er janvier 2008 en tant qu'entraîneur-associé.
Cette section présente les statistiques des joueurs ayant pris part aux rencontres des Thrashers au cours de la saison 2007-2008. En ce qui concerne les buts marqués, les totaux inscrits dans cette section ne comprennent pas les buts des séances de tir de fusillade.C ou A au côté du nom du joueur signifie qu'il est le capitaine ou un assistant au capitaine.
Nota : PJ : parties jouées, V : victoires, D : défaites, DPr : défaites en prolongation, Min : minutes jouées, Bc : buts contre, Bl : blanchissages, Moy : moyenne d'arrêt, MBC : Buts contre le gardien en moyenne par match, B : buts marqués, A : aides, Pun : minutes de pénalité.

### Gardiens de buts
|    | Joueur      | PJ | V  | D  | DPr | Min   | Bc  | Bl | Moy  | MBC  | Salaire     |
| -- | ----------- | -- | -- | -- | --- | ----- | --- | -- | ---- | ---- | ----------- |
| 1  | J. Hedberg  | 36 | 14 | 15 | 3   | 1 927 | 111 | 1  | 89,2 | 3,46 | 1 000 000 $ |
| 32 | K. Lehtonen | 48 | 17 | 22 | 5   | 2 707 | 131 | 4  | 91,6 | 2,90 | 1 850 000 $ |
| 33 | O.Pavelec   | 7  | 3  | 3  | 0   | 347   | 18  | 0  | 90,5 | 3,11 | 1 433 333 $ |

### Défenseurs
|    | Joueur         | PJ | B | A  | Pts | +/- | Pun | Salaire     |
| -- | -------------- | -- | - | -- | --- | --- | --- | ----------- |
| 2  | G. Exelby      | 79 | 2 | 5  | 7   | -21 | 85  | 1 391 667 $ |
| 3  | J. Kwiatkowski | 18 | 0 | 5  | 5   | -5  | 20  | 600 000 $   |
| 5  | S. McCarthy    | 55 | 1 | 6  | 7   | -23 | 48  | 725 000 $   |
| 7  | M. Popovic     | 33 | 0 | 2  | 2   | -4  | 10  | 517 500 $   |
| 22 | K. Klee        | 72 | 1 | 9  | 10  | -5  | 60  | 1 250 000 $ |
| 28 | N. Hävelid -A  | 81 | 1 | 13 | 14  | 2   | 42  | 2 700 000 $ |
| 39 | T. Enström     | 82 | 5 | 33 | 38  | -5  | 42  | 900 000 $   |
| 48 | B. Valábik     | 7  | 0 | 0  | 0   | -2  | 42  | 858 333 $   |
| 77 | A. Jitnik      | 65 | 3 | 5  | 8   | -8  | 58  | 3 503 750 $ |

### Attaquants
|     | Joueur             | Poste              | PJ | B  | A  | Pts | +/- | Pun | Salaire     |
| --- | ------------------ | ------------------ | -- | -- | -- | --- | --- | --- | ----------- |
| 8   | M. Recchi          | AD                 | 72 | 14 | 34 | 48  | -18 | 32  | 1 125 000$  |
|     | Avec les Thrashers | Avec les Thrashers | 53 | 12 | 28 | 40  | -16 | 20  | 1 125 000$  |
|     | Avec les Penguins  | Avec les Penguins  | 19 | 2  | 6  | 8   | -2  | 12  | 1 125 000$  |
| 9*  | P. Dupuis          | AD                 | 62 | 10 | 5  | 15  | -4  | 24  | 880 000 $   |
| 9   | E. Christensen     | C                  | 59 | 11 | 13 | 24  | -10 | 30  | 750 000 $   |
|     | Avec les Thrashers | Avec les Thrashers | 10 | 2  | 2  | 4   | -7  | 2   | 750 000 $   |
|     | Avec les Penguins  | Avec les Penguins  | 49 | 9  | 11 | 20  | -3  | 28  | 750 000 $   |
| 10  | B. Little          | C                  | 48 | 6  | 10 | 16  | -2  | 18  | 900 000 $   |
| 11  | É. Perrin          | C                  | 81 | 12 | 33 | 45  | -5  | 26  | 750 000 $   |
| 12  | T. White           | C                  | 74 | 14 | 23 | 37  | -12 | 36  | 2 375 000 $ |
| 13  | V. Kozlov -A       | AG                 | 82 | 17 | 24 | 41  | -10 | 26  | 3 666 667 $ |
| 16  | B. Holik -C        | C                  | 82 | 15 | 19 | 34  | -14 | 90  | 4 250 000 $ |
| 17  | I. Kovaltchouk -A  | AG                 | 79 | 52 | 35 | 87  | -12 | 52  | 6 389 286 $ |
| 18* | M. Hossa -A        | AD                 | 60 | 26 | 30 | 56  | -14 | 30  | 6 000 000 $ |
| 19  | C. Armstrong       | AD                 | 72 | 13 | 22 | 35  | 4   | 56  | 1 200 000 $ |
|     | Avec les Thrashers | Avec les Thrashers | 18 | 4  | 7  | 11  | 0   | 6   | 1 200 000 $ |
|     | Avec les Penguins  | Avec les Penguins  | 54 | 9  | 15 | 24  | 6   | 50  | 1 200 000 $ |
| 20  | S. Rucchin         | C                  | 0  | 0  | 0  | 0   | 0   | 0   | Blessé      |
| 21  | B. Sterling        | AG                 | 13 | 1  | 2  | 3   | -2  | 14  | 585 000 $   |
| 23  | J. Slater          | C                  | 69 | 8  | 5  | 13  | -10 | 41  | 775 000 $   |
| 27  | C.Thorburn         | AD                 | 73 | 5  | 13 | 18  | -4  | 92  | 510 000 $   |
| 29  | B. Larsen          | AG                 | 62 | 1  | 3  | 4   | -17 | 12  | 535 000 $   |
| 36  | E. Boulton         | AG                 | 74 | 4  | 5  | 9   | -10 | 127 | 525 000 $   |
| 38  | D. Haydar          | AD                 | 16 | 1  | 7  | 8   | 4   | 2   | 462 500 $   |
| 45  | K. Doell           | C                  | 8  | 0  | 1  | 1   | -2  | 4   | 475 000 $   |
| 49  | C. Stuart          | AG                 | 18 | 3  | 2  | 5   | 2   | 6   | 483 333 $   |
| 50  | J. LaVallée        | AG                 | 2  | 1  | 1  | 2   | 2   | 0   | 525 000 $   |

### Meneurs de l'équipe
| Catégorie              | Joueur           | Total |
| ---------------------- | ---------------- | ----- |
| Buts                   | Ilia Kovaltchouk | 52    |
| Passes                 | Ilia Kovaltchouk | 35    |
| Points                 | Ilia Kovaltchouk | 87    |
| +/-                    | Colby Armstrong  | +4    |
| Tirs au but            | Ilia Kovaltchouk | 283   |
| Minutes de punitions   | Eric Boulton     | 127   |
| Victoires (Gardiens)   | Kari Lehtonen    | 17    |
| Jeux blancs (Gardiens) | Kari Lehtonen    | 4     |

Statistiques en date du 6 avril 2008.

### En tirs de fusillade
Durant la saison 2007-2008, les Thrashers ont effectué 12 présences en tirs de fusillade, obtenant une fiche de 8 victoires et 4 revers. Les points accumulés par les joueurs lors des tirs de fusillade ne comptant pas dans leurs statistiques de saison régulière, voici un tableau dénombrant les buts, les tentatives, les pourcentages de réussite ainsi que le nombre de buts décisifs qu'ils ont obtenu.
| Joueur             | But | Tentative | % de réussite | But décisif |
| ------------------ | --- | --------- | ------------- | ----------- |
| Erik Christensen   | 6   | 11        | 55 %          | 2           |
| Viatcheslav Kozlov | 5   | 14        | 30 %          | 1           |
| Ilia Kovaltchouk   | 4   | 10        | 40 %          | 2           |
| Éric Perrin        | 2   | 4         | 50 %          | 2           |
| Marián Hossa *     | 2   | 10        | 20 %          | 1           |
| Bryan Little       | 1   | 1         | 100 %         | 0           |
| Pascal Dupuis *    | 1   | 1         | 100 %         | 1           |
| Mark Recchi        | 1   | 5         | 20 %          | 1           |
| Todd White         | 0   | 1         | 0 %           | 0           |
| Bobby Holik        | 0   | 1         | 0 %           | 0           |
| Tobias Enström     | 0   | 1         | 0 %           | 0           |
| Chris Thorburn     | 0   | 1         | 0 %           | 0           |

Les Gardiens
| Joueur        | V | D | BC | Tirs | % Arr. |
| ------------- | - | - | -- | ---- | ------ |
| Kari Lehtonen | 4 | 3 | 5  | 18   | 72,2 % |
| Johan Hedberg | 5 | 3 | 7  | 31   | 75,0 % |

* Marián Hossa et Pascal Dupuis terminèrent la saison avec les Penguins de Pittsburgh.
Statistiques en date du 6 avril 2008.

## Résumé de la saison

### Première moitié de la saison

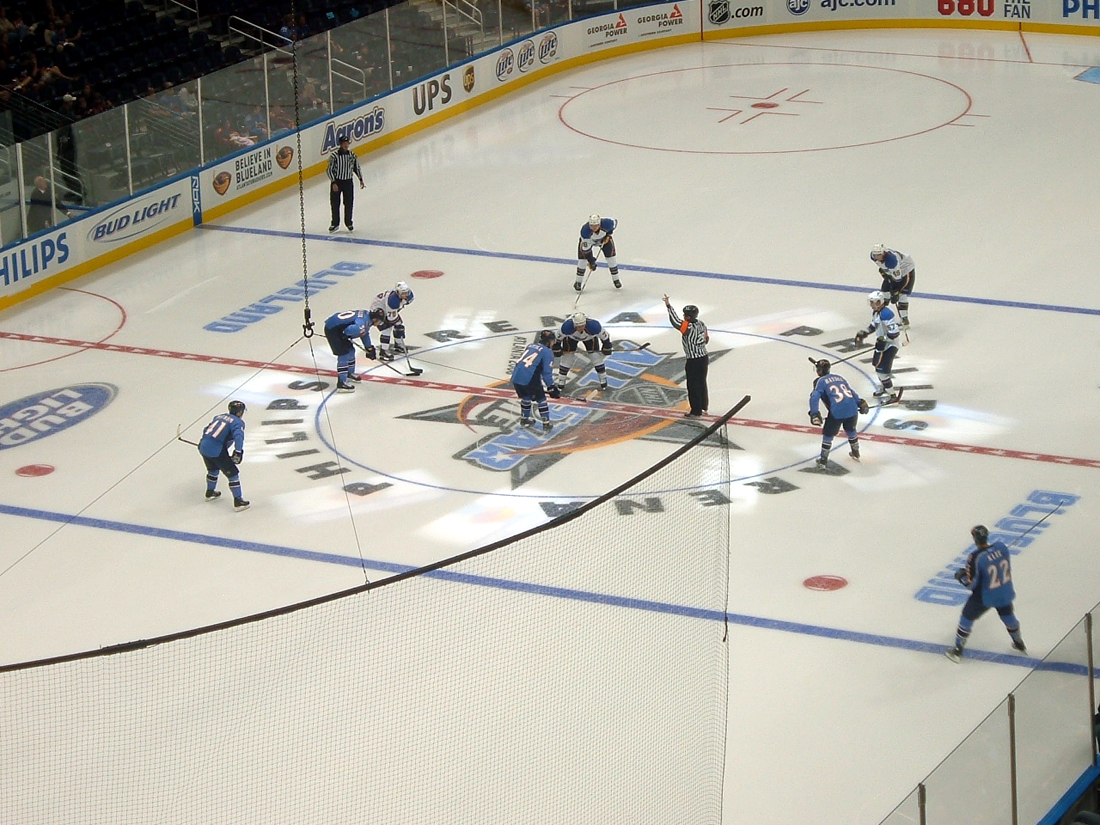
la première mise au jeu en match pré-saison

La saison 2007-2008 a mal commencé, les Thrashers ayant perdu leurs six premiers matchs de la saison, le DG Waddell congédie l'entraîneur Hartley et prend pour la seconde fois place derrière le banc du club. Waddell annonce d'ailleurs le 16 novembre qu'il sera en fonction derrière le banc des Thrashers jusqu'à la fin de la saison.
La malchance des gardiens de buts continue à s'acharner sur les Thrashers et sur le gardien Kari Lehtonen qui subit une blessure lors de la première période de la rencontre les opposant aux Rangers de New York le 18 octobre. Les Thrashers font alors appel à la recrue Ondřej Pavelec durant l'absence prolongée de Lethonen qui rate un total de seize rencontres. À son retour au jeu, il s'aligne pour deux rencontres avec les Wolves de Chicago pour qu'il puisse se remettre en forme et il y récolte deux victoires avant d'être rappelé avec les Thrashers. Quant à Pavelec, il fait alors le chemin inverse et retourne en tant que gardien numéro un des Wolves.
Le 8 décembre, les Thrashers font l'acquisition de Mark Recchi qui fut placé en ballotage par les Penguins de Pittsburgh. Il dispute son premier match avec eux le 12 décembre, récoltant deux buts dans la défaite de l'équipe face aux Bruins de Boston par la marque de 5 à 3.
Viatcheslav Kozlov atteint une marque personnelle le 26 décembre contre les Blue Jackets de Columbus en prenant part à son 1 000e match en carrière ; le lendemain, avant la rencontre les opposant aux Panthers de la Floride, les Thrashers commémorent ce moment en offrant lors d'une cérémonie un bâton de hockey en argent à celui qui devient le 225e joueur de l'histoire de la LNH à franchir ce plateau.
Question d'entamer l'année 2008 en beauté, le 1er janvier, le DG Waddell annonce la nomination de Brad McCrimmon au titre d'entraîneur-associé des Thrashers, il était depuis le début de la saison 2003-2004 assistant à l'entraîneur avec l'équipe.
Durant la saison 2007-2008, la ville d'Atlanta a l'honneur de recevoir le 56e Match des étoiles de la Ligue nationale de hockey qui a lieu les 26 et 27 janvier 2008 au Philips Arena. Ainsi, le 11 janvier, lors du dévoilement des joueurs qui représenteront la formation de l'est, les partisans des Thrashers apprennent qu'ils pourront y compter deux des leurs en Ilia Kovaltchouk et Marián Hossa. La recrue Tobias Enström, quant à lui, est retenu pour prendre part au match des recrues.
Le 15 janvier 2008, l'équipe rend visite aux Red Wings de Détroit, une première confrontation contre ce club pour l'entraîneur Waddell. L'étoile de la rencontre est le tout récemment nommé au Match des étoiles, Marián Hossa qui inscrit les trois premiers buts de l'équipe et une mention honorable revient au gardien Kari Lehtonen qui bloque 46 des 47 lancers contre lui pour donner la victoire aux Thrashers par la marque de 5 à 1. L'équipe voit également la recrue Kevin Doell inscrire son premier point dans la LNH avec une assistance sur le but compté par Éric Perrin lors de la deuxième période. Par cette victoire, Atlanta atteint le premier rang de la division sud-est avec une récolte de 48 points passant devant les Hurricanes de la Caroline qui ont le même nombre de points mais une victoire de moins que les Thrashers.
Trois jours plus tard, au lendemain d'une rencontre s'étant terminée en tirs de barrage contre les Canadiens de Montréal, les Thrashers se font littéralement corriger par les Sabres de Buffalo en perdant la rencontre 10 à 1 et perdent également la première position de leur division
Lors de la rencontres opposant les Thrashers aux Rangers de New York le 22 janvier, l'attaquant Ilia Kovaltchouk effectue une solide mise en échec par derrière à l'endroit de Michal Rozsíval. « Kovy » reçoit sur ce jeu une expulsion de partie et se voit par la suite suspendu pour le match suivant, match qui met d'ailleurs à l'affiche deux jours plus tard ces deux même équipes. Les Thrashers peuvent également assister avant cette rencontre du 24 janvier au retrait du chandail numéro 2 de Brian Leetch par les Rangers.

### Deuxième moitié de la saison

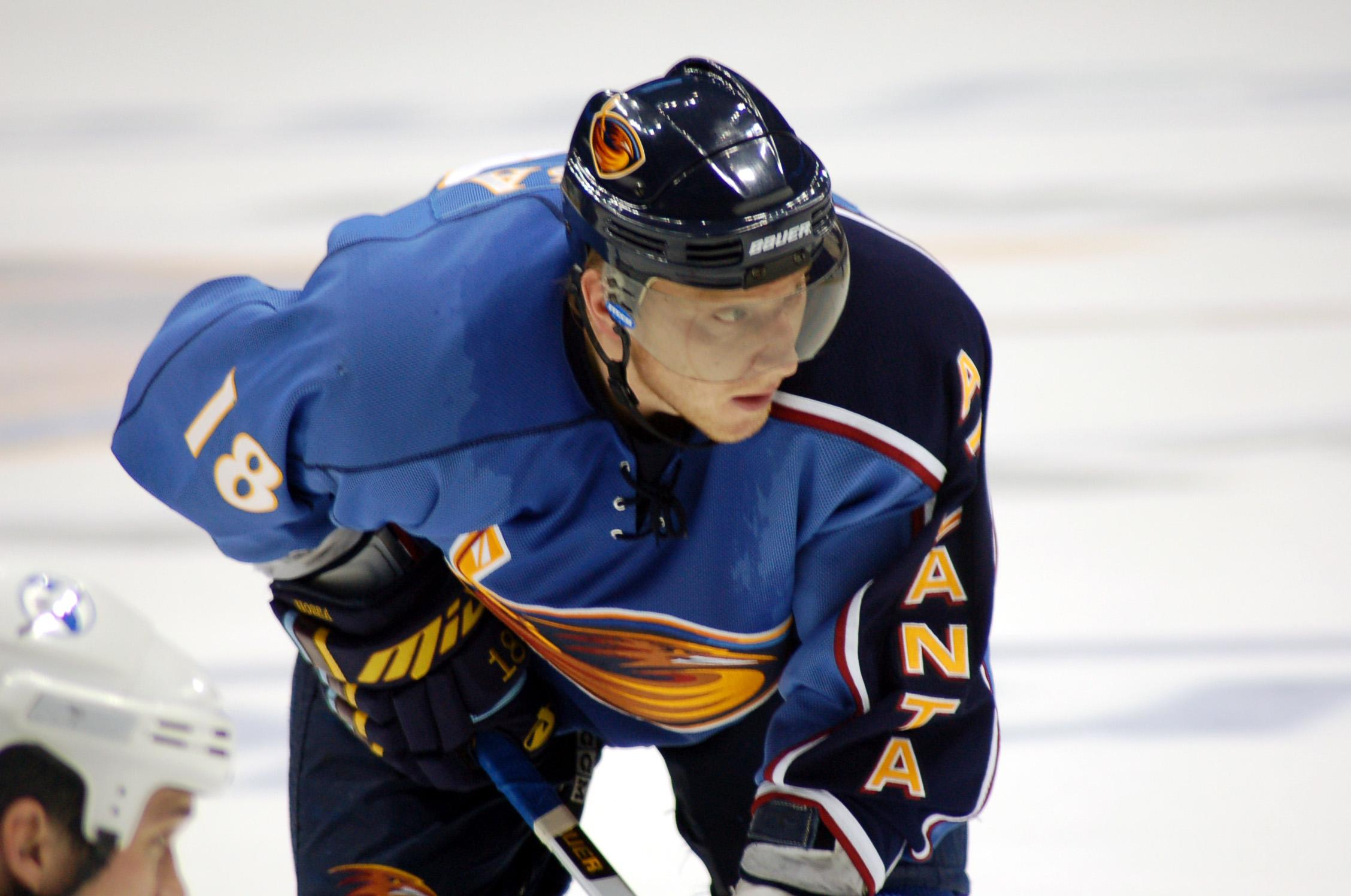
Marián Hossa.

Le 25 janvier, l'entraîneur et DG Don Waddell est invité à prendre part au Match des étoiles en tant adjoint à l'entraîneur de l'est, John Paddock. Ce match fut gagné par l'Association de l'est, les deux étoiles sur la glace représentant l'équipe géorgienne connurent une bonne rencontres, Kovaltchouk obtient une passe et Hossa récolte, quant à lui, un but et une passe.
Dans la rencontre qui suit ce prestigieux affrontement, c'est le retour à la réalité pour les oiseaux qui n'ont toujours pas remporté la victoire depuis leurs cinq dernières parties. Ils tentent de remédier à cette situation le 30 janvier en affrontant au Philips Arena, les Penguins de Pittsburgh qui s'amènent amputés de leur meilleur joueur Sidney Crosby. Après avoir compté son 38e but de la saison, Kovaltchouk se blesse au genou durant la deuxième période et quitte la rencontre. Mais la troupe de Waddell est bien déterminée à remporter cet affrontement, Lehtonen bloque 29 des 30 tirs dirigés vers lui et Jim Slater enfile son premier but depuis le 8 février 2007 et aide les Thrashers à mettre fin à leur disette par une victoire de 4 à 1.
Au cours du mois de février, plusieurs rumeurs naquirent en rapport avec l'avenir de Marián Hossa chez les Thrashers. Après avoir refusé à deux reprises les offres d'une prolongation de contrat soumise par le DG Waddell, ce dernier annonça ouvertement aux médias qu'il tenterait d'échanger son joueur vedette avant la date limite des transactions, soit le 26 février.
Des discussions furent entreprise avec nombre d'équipes, dont les Canadiens de Montréal, les Sénateurs d'Ottawa et les Ducks d'Anaheim. Mais ce furent les Penguins de Pittsburgh qui remportèrent ce que les journalistes avait surnommée le « Derby Hossa ». en offrant Hossa, Pascal Dupuis et un choix de quatrième ronde au repêchage de 2008 aux Penguins, ceux-ci cédèrent les attaquants Colby Armstrong, Erik Christensen, le joueur des ligues mineurs Angelo Esposito ainsi qu'un choix de première ronde au repêchage de 2008.
Armstrong et Christensen rejoignirent l'équipe alors que celle-ci venait de connaître quatre défaites consécutives. C'est d'ailleurs grâce aux efforts de ces deux joueurs que les Thrashers termineront une de leurs pires séquences de défaites de leur histoire. Le 7 mars, après huit défaites consécutives, dont deux en prolongation, les Thrashers affrontent le Wild du Minnesota. En début de troisième période de cette rencontre, alors que le Wild menait par la marque de un à zéro, Colby Armstrong inscrivit son premier but avec l'équipe géorgienne. Avec 45 secondes à faire à la rencontre et tirant de l'arrière deux à un, l'entraîneur Waddell retira le gardien Johan Hedberg à la faveur d'un sixième attaquant. Cette tactique porta ses fruits car Ilia Kovaltchouk en profita pour inscrire son 44e but de la saison. Encore à égalité après la prolongation, les deux équipes se retrouvèrent alors en tir de barrage. Eric Christensen enfila le but qui donna la victoire aux Thrashers et qui mettait ainsi fin à une série de défaites qui venait d'éloigner l'équipe d'une chance d'accéder aux séries de fin de saison.
Le 13 mars, alors que les Flames de Calgary, première équipe à s'être installée à Atlanta, est de retour pour y affronter les Thrashers, ces derniers obtiennent leur deuxième victoire en douze rencontres grâce notamment à un tour du chapeau d'Ilia Kovaltchouk. Il inscrivit son troisième but dans un filet désert et concrétisa ainsi la victoire des siens par la marque de 6 à 4. Ce but était son 250e en carrière. Lors de cette même rencontre, l'attaquant Mark Recchi prenait part à son 1 400e match en carrière.
Le 18 mars, l'organisation des Thrashers annonce la nomination du gardien de but Johan Hedberg par les médias affectés à la couverture du club pour l'obtention du trophée Bill-Masterton. Ce trophée est décerné chaque année au joueur ayant démontré le plus de persévérance, d'esprit sportif et de dévotion au hockey sur glace.
Les Thrashers subissent le 21 mars une dixième défaite durant le mois de mars et sont officiellement exclus des séries éliminatoires pour une septième fois en neuf années d'existence. Le 27 mars, le DG Don Waddell annonce la mise sous contrat de leur choix de troisième ronde lors du récent repêchage, Spencer Machacek. En soirée, l'équipe affronte les Panthers de la Floride et grâce à un apport de deux buts du capitaine Bobby Holik, la victoire de l'équipe géorgienne par la marque de 3 à 2 met fin aux chances des Panthers d'accéder aux séries éliminatoires.
Le lendemain, alors que les Thrashers rendent visite pour la dernière fois de la saison au Hurricanes de la Caroline, on assista de la part des Thrashers à un élan de frustration dû à leur piètre fin de saison. Alors que les Canes menait par deux buts en fin de première période, Eric Boulton engagea un solide combat contre Wade Brookbank, la Caroline répliqua lors de la deuxième période en enfilant deux autres buts pendant que les Thrashers était pénalisé notamment pour comportement abusif à l'endroit des officiels. Jim Slater, qui obtint une pénalité de dix minutes pour mauvaise conduite en début de période inscrivit le seul but des sien avec quatre minutes à faire au deuxième engagement. Après avoir vu Jeff Hamilton inscrire son second but de la soirée et ainsi porter le pointage à 7 à 1 avec moins de deux minutes à faire à la rencontre, la recrue format géant Boris Valabik, qui disputait alors son quatrième match en carrière, engage un combat avec le défenseur Niclas Wallin alors que Boulton tenta de récidiver, mais cette fois avec Chad Larose. Pour cette seule escarmouche, Valabik reçu un total de 27 minutes de punitions et fut expulsé de la rencontre pour extrême inconduite de partie. Au prorata, c'est un total de 115 minutes de punitions qui furent décernées aux deux équipes lors de cette rencontre.
Le 30 mars, le DG Waddell annonce que le jeune Jordan LaVallée rejoint la grande ligue pour la première fois de sa carrière. Il sera d'ailleurs en uniforme lors de la rencontre du lendemain opposant les Thrashers au Lightning de Tampa Bay. Le 1er avril, ce même LaVallée inscrit son premier but et obtient sa première passe en carrière alors que les Thrashers s'inclinent par la marque de 3 à 2 face aux Panthers de la Floride.
Le 3 avril, LaVallée et Joel Kwiatkowski furent retournés aux Wolves de Chicago pour aider ces derniers lors des séries de la LAH. Quant aux Thrashers, il terminèrent cette dure saison le 6 avril par une victoire de quatre à un aux dépens du Lightning de Tampa Bay.

### Classement de l'équipe
Classement de la division Sud-Est
Note : PJ : parties jouées, V : victoires, D : défaites, DP : défaites après prolongation, Pts : Points, BP : buts pour, BC : buts contre.
| Équipe                    | PJ | V  | D  | DP | Pts | BP  | BC  |
| ------------------------- | -- | -- | -- | -- | --- | --- | --- |
| Capitals de Washington    | 82 | 43 | 31 | 8  | 94  | 242 | 231 |
| Hurricanes de la Caroline | 82 | 43 | 33 | 6  | 92  | 252 | 249 |
| Panthers de la Floride    | 82 | 38 | 35 | 9  | 85  | 216 | 226 |
| Thrashers d'Atlanta       | 82 | 34 | 40 | 8  | 76  | 216 | 272 |
| Lightning de Tampa Bay    | 82 | 31 | 42 | 9  | 71  | 223 | 267 |

Classement de la conférence de l'Est
Nota : Les premiers de chaque division détiennent les trois premiers rang de la conférence. Les huit premiers de la conférence accèdent aux séries éliminatoires de la Coupe Stanley.
| Rang | Équipe                 | PJ | V  | D  | DP | Pts | BP  | BC  |
| ---- | ---------------------- | -- | -- | -- | -- | --- | --- | --- |
| 1    | Canadiens de Montréal  | 82 | 47 | 25 | 10 | 104 | 262 | 222 |
| 2    | Penguins de Pittsburgh | 82 | 47 | 27 | 8  | 102 | 247 | 216 |
| 3    | Capitals de Washington | 82 | 43 | 31 | 8  | 94  | 242 | 231 |
| ---  |                        |    |    |    |    |     |     |     |
| 11   | Panthers de la Floride | 82 | 38 | 35 | 9  | 85  | 216 | 226 |
| 12   | Maple Leafs de Toronto | 82 | 36 | 35 | 11 | 83  | 231 | 260 |
| 13   | Islanders de New York  | 82 | 35 | 38 | 9  | 79  | 194 | 243 |
| 14   | Thrashers d'Atlanta    | 82 | 34 | 40 | 8  | 76  | 216 | 272 |

Statistiques en date du 7 avril 2008.

### Match après match

#### Pré-saison
Ces rencontres sont jouées de façon à préparer et roder les équipes et ne comptent pas au classement de la saison. Entre parenthèses se trouve le nombre de buts compté par ledit joueur. Les séquences représentent dans l'ordre les victoires, les défaites et les défaites en prolongation ou en tir de fusillade.
| Date | Adversaire | Résultat | Gardiens    | Marqueurs                                | Spectateurs | Séquence |
| ---- | ---------- | -------- | ----------- | ---------------------------------------- | ----------- | -------- |
| 16/9 | @ STL      | 3-1      | Pavelec     | C. Stuart É. Perrin G. Exelby            | 8 578       | 1-0 - 0  |
| 17/9 | @ NYI      | 4-3 (P)  | Hedberg     | J. Crabb B. Sterling J. Crabb G. Exelby  | 3 500       | 2-0 - 0  |
| 20/9 | @ NSH      | 5-3      | O. Pavelec  | A. Giroux D. Haydar B. Sterling          | 13 430      | 2-1 - 0  |
| 22/9 | STL        | 3-2      | J. Hedberg  | M. Hossa                                 | 11 476      | 2-2 - 0  |
| 25/9 | NSH        | 3-2 (P)  | J. Hedberg  | I. Kovaltchouk A. Jitnik TF: Kovaltchouk | 8 644       | 3-2 - 0  |
| 26/9 | @ FLO      | 4-1      | K. Lehtonen | B. Sterling T. White B. Little           | 8 843       | 4-2 - 0  |
| 28/9 | Flo        | 1-0      | K. Lehtonen | A. Jitnik                                | 10 891      | 5-2 - 0  |

#### Octobre
| Date  | Adversaire | Résultat | Gardiens               | Marqueurs                                                                             | 1er étoile du match  | Spectateurs | Séquence |
| ----- | ---------- | -------- | ---------------------- | ------------------------------------------------------------------------------------- | -------------------- | ----------- | -------- |
| 5/10  | WSH        | 3-1      | K. Lehtonen            | B. Little (1)                                                                         | V. Kozlov (ATL)      | 18 707      | 0-1 - 0  |
| 6/10  | @ TB       | 5-2      | J. Hedberg             | M. Hossa (1) V. Kozlov (1)                                                            | V. Prospal (TB)      | 19 220      | 0-2 - 0  |
| 10/10 | OTT        | 3-1      | K. Lehtonen            | I. Kovaltchouk (1)                                                                    | B. Elliott (OTT)     | 12 751      | 0-3 - 0  |
| 11/10 | @ BUF      | 6-0      | J. Hedberg K. Lehtonen | -                                                                                     | T. Connolly (BUF)    | 18 690      | 0-4 - 0  |
| 13/10 | NJ         | 6-5      | K. Lehtonen            | D. Haydar (1) I. Kovaltchouk (2) G. Exelby (1) B. Holik (1) I. Kovaltchouk (3)        | P. Elias (NJ)        | 15 606      | 0-5 - 0  |
| 16/10 | @ Flyers   | 4-0      | J. Hedberg             | -                                                                                     | M. Biron (PHI)       | 18 933      | 0-6 - 0  |
| 18/10 | NYR        | 5-3      | K. Lehtonen J. Hedberg | P. Dupuis (1) V. Kozlov (2) T. White(1) B. Little (2) M. Hossa (2)                    | T. White (ATL)       | 14 076      | 1-6 - 0  |
| 20/10 | @ TB       | 6-2      | J. Hedberg O. Pavelec  | I. Kovaltchouk (4) B. Sterling (1)                                                    | V. Prospal (TB)      | 19 420      | 1-7 - 0  |
| 23/10 | @ TOR      | 5-4 (P)  | J. Hedberg             | T. Enström (1) I. Kovaltchouk (5) É. Perrin (1) T. White (2) TF: Kozlov - Kovaltchouk | I. Kovaltchouk (ATL) | 19 210      | 2-7 - 0  |
| 25/10 | @ NSH      | 3-0      | J. Hedberg             | -                                                                                     | D. Ellis (NSH)       | 13 383      | 2-8 - 0  |
| 27/10 | @ CHI      | 3-2      | J. Hedberg             | V. Kozlov (3) I. Kovaltchouk (6) V. Kozlov (4)                                        | I. Kovaltchouk (ATL) | 15 789      | 3-8 - 0  |
| 30/10 | @ MTL      | 3-2 (P)  | J. Hedberg             | É. Perrin (2) V. kozlov (5) TF: I. Kovaltchouk                                        | C. Price (MTL)       | 21 273      | 4-8 - 0  |

#### Novembre
| Date                             | Adversaire                       | Résultat                         | Gardiens                         | Marqueurs                                                                                             | 1er étoile du match              | Spectateurs                      | Séquence |
| -------------------------------- | -------------------------------- | -------------------------------- | -------------------------------- | --- | -------------------------------- | -------------------------------- | -------- |
| 1/11                             | @ OTT                            | 6-4                              | J. Hedberg O. Pavelec            | I. Kovaltchouk (7) É. Perrin (3) I. Kovaltchouk (8) I. Kovaltchouk (9)                                | D. Alfredsson (OTT)              | 18 538                           | 4-9 - 0  |
| 3/11                             | @ TB                             | 6-4                              | O. Pavelec                       | T. Enström (2) I. Kovaltchouk (10) M. Hossa (3) I. Kovaltchouk (11) P. Dupuis (2) I. Kovaltchouk (12) | I. Kovaltchouk (ATL)             | 19 155                           | 5-9 - 0  |
| 6/11                             | WSH                              | 2-1 (P)                          | O. Pavelec                       | I. Kovaltchouk (13) T. White (3)                                                                      | T. White (ATL)                   | 15 530                           | 6-9 - 0  |
| 9/11                             | @ FLO                            | 4-1                              | O. Pavelec                       | V. Kozlov (6) C. Thorburn (1) I. Kovaltchouk (14) M. Hossa (4)                                        | O. Pavelec (ATL)                 | 14 268                           | 7-9 - 0  |
| 10/11                            | CAR                              | 5-3                              | O. Pavelec                       | É. Perrin (4) M. Hossa (5) M. Hossa (6)                                                               | R. Brind'Amour (CAR)             | 18 545                           | 7-10-0   |
| 13/11                            | FLO                              | 3-2 (P)                          | J. Hedberg                       | T. White (4) M. Hossa (7) I. Kovaltchouk (15)                                                         | I. Kovaltchouk (ATL)             | 12 599                           | 8-10-0   |
| 16/11                            | @ CAR                            | 3-0                              | J. Hedberg                       | M. Hossa (8) M. Hossa (9) I. Kovaltchouk (16)                                                         | M. Hossa (ATL)                   | 14 632                           | 9-10-0   |
| 19/11                            | TB                               | 4-3 (P)                          | J. Hedberg                       | B. Larsen (1) B. Little (3) I. Kovaltchouk (17) T. White (5)                                          | T. White (ATL)                   | 13 419                           | 10-10-0  |
| 21/11                            | @ WSH                            | 5-1                              | J. Hedberg                       | I. Kovaltchouk (18) B. Holik (2) N. Hävelid (1) I. Kovaltchouk (19) É. Perrin (5)                     | I. Kovaltchouk (ATL)             | 11 669                           | 11-10-0  |
| 23/11                            | NJ                               | 3-0                              | J. Hedberg                       | - | M. Brodeur (NJ)                  | 18 545                           | 11-11-0  |
| 24/11                            | @ PIT                            | 5-0                              | O. Pavelec                       | - | M.-A. Fleury (PIT)               | 17 132                           | 11-12-0  |
| 29/11                            | TOR                              | 4-2                              | J. Hedberg                       | I. Kovaltchouk (20) T. Enström (3)                                                                    | M. Sundin (TOR)                  | 14 031                           | 11-13-0  |
| Totaux pour le mois de novembre: | Totaux pour le mois de novembre: | Totaux pour le mois de novembre: | Totaux pour le mois de novembre: | Totaux pour le mois de novembre:                                                                      | Totaux pour le mois de novembre: | Totaux pour le mois de novembre: | 7-5 - 0  |

#### Décembre
| Date                              | Adversaire                        | Résultat                          | Gardiens                          | Marqueurs                                                                                   | 1er étoile du match               | Spectateurs                       | Séquence |
| --------------------------------- | --------------------------------- | --------------------------------- | --------------------------------- | ------------------------------------------------------------------------------------------- | --------------------------------- | --------------------------------- | -------- |
| 1/12                              | @ NYI                             | 4-0                               | K. Lehtonen                       | I. Kovaltchouk (21) E. Boulton (1) M. Hossa (10) V. Kozlov (7)                              | I. Kovaltchouk (ATL)              | 15 355                            | 12-13-0  |
| 2/12                              | @ NJ                              | 3-2 (P)                           | J. Hedberg                        | T. White (6) I. Kovaltchouk (22) TF: -                                                      | J. Madden (NJ)                    | 14 978                            | 12-13-1  |
| 5/12                              | NYI                               | 4-3 (P)                           | K. Lehtonen                       | M. Hossa (11) I. Kovaltchouk (23) P. Dupuis (3) TF: Kozlov - Kovaltchouk                    | É. Perrin (ATL)                   | 14 018                            | 13-13-1  |
| 7/12                              | NYR                               | 4-2                               | J. Hedberg                        | E. Boulton (2) P. Dupuis (4) V. Kozlov (8) M. Hossa (12)                                    | V. Kozlov (ATL)                   | 18 204                            | 14-13-1  |
| 8/12                              | @ WSH                             | 6-3                               | K. Lehtonen                       | T. White (7) T. White (8) B. Holik (3)                                                      | M. Green (WSH)                    | 14 014                            | 14-14-1  |
| 12/12                             | BOS                               | 5-3                               | J. Hedberg                        | M. Recchi (3) M. Recchi (4) I. Kovaltchouk (24)                                             | M. Lucic (BOS)                    | 14 265                            | 14-15-1  |
| 14/12                             | TOR                               | 4-0                               | K. Lehtonen                       | -                                                                                           | V. toskala (TOR)                  | 16 424                            | 14-16-1  |
| 15/12                             | @ OTT                             | 7-3                               | J. Hedberg K. Lehtonen            | I. Kovaltchouk (25) É. Perrin (6) I. Kovaltchouk (26)                                       | A. Vermette (OTT)                 | 20 082                            | 14-17-1  |
| 18/12                             | TB                                | 6-2                               | K. Lehtonen                       | G. Exelby (2) M. Recchi (5) V. Kozlov (9) C. Thorburn (2) I. Kovaltchouk (27) P. Dupuis (5) | S. McCarthy (ATL)                 | 14 060                            | 15-17-1  |
| 20/12                             | OTT                               | 3-2                               | K. Lehtonen                       | E. Boulton (1) I. Kovaltchouk (28) T. White (9)                                             | E. Boulton (ATL)                  | 14 085                            | 16-17-1  |
| 22/12                             | MTL                               | 3-2 (P)                           | K. Lehtonen                       | V. Kozlov (10) É. Perrin (7) TF: Hossa - Kozlov                                             | K. Lehtonen (ATL)                 | 17 153                            | 17-17-1  |
| 23/12                             | @ STL                             | 3-2 (P)                           | K. Lehtonen                       | I. Kovaltchouk (29) M. Recchi (6) M. Hossa (13)                                             | I. Kovaltchouk (ATL)              | 17 731                            | 18-17-1  |
| 26/12                             | @ CLB                             | 2-0                               | K. Lehtonen                       | -                                                                                           | P. Leclaire (CLB)                 | 15 726                            | 18-18-1  |
| 27/12                             | FLO                               | 5-3                               | K. Lehtonen                       | I. Kovaltchouk (30) M. Recchi (7) I. Kovaltchouk (31)                                       | I. Kovaltchouk (ATL)              | 16 080                            | 18-19-1  |
| 29/12                             | BOS                               | 5-0                               | K. Lehtonen                       | V. Kozlov (11) B. Holik (4) P. Dupuis (6) I. Kovaltchouk (32) A. Jitnik (1)                 | K. Lehtonen (ATL)                 | 18 545                            | 19-19-1  |
| 31/12                             | @ Bos                             | 5-2                               | K. Lehtonen                       | B. Holik (5) C. Stuart (1)                                                                  | M. Stuart (BOS)                   | 17 565                            | 19-20-1  |
| Totaux pour le mois de décembre : | Totaux pour le mois de décembre : | Totaux pour le mois de décembre : | Totaux pour le mois de décembre : | Totaux pour le mois de décembre :                                                           | Totaux pour le mois de décembre : | Totaux pour le mois de décembre : | 8-7 - 1  |

#### Janvier
| Date                             | Adversaire                       | Résultat                         | Gardiens                         | Marqueurs                                                                   | 1er étoile du match              | Spectateurs                      | Séquence |
| -------------------------------- | -------------------------------- | -------------------------------- | -------------------------------- | --------------------------------------------------------------------------- | -------------------------------- | -------------------------------- | -------- |
| 2/1                              | @ CAR                            | 5-4 (P)                          | J. Hedberg                       | V. Kozlov (12) I. Kovaltchouk (33) M. Recchi (8) B. Holik (6) M. Hossa (14) | I. Kovaltchouk (ATL)             | 13 506                           | 20-20-1  |
| 4/1                              | CAR                              | 4-3                              | K. Lehtonen                      | M. Recchi (9) T. White (10) P. Dupuis (7)                                   | R. Whitney (CAR)                 | 16 097                           | 20-21-1  |
| 6/1                              | BUF                              | 5-2                              | J. Hedberg                       | M. Hossa (15) P. Dupuis (8) C. Stuart (2) M. Hossa (16) I. Kovaltchouk (34) | M. Hossa (ATL)                   | 15 213                           | 21-21-1  |
| 8/1                              | Flyers                           | 4-1                              | J. Hedberg                       | I. Kovaltchouk (35)                                                         | J. Carter (PHI)                  | 13 047                           | 21-22-1  |
| 10/1                             | FLO                              | 3-2 (P)                          | K. Lehtonen                      | B. Holik (7) I. Kovaltchouk (36) TF: -                                      | K. Lehtonen (ATL)                | 14 805                           | 21-22-2  |
| 12/1                             | PIT                              | 3-2 (P)                          | K. Lehtonen                      | I. Kovaltchouk (37) B. Holik (8) TF: M. Recchi                              | I. Kovaltchouk (ATL)             | 18 545                           | 22-22-2  |
| 15/1                             | @ DET                            | 5-1                              | K. Lehtonen                      | M. Hossa (17) M. Hossa (18) M. Hossa (19) É. Perrin (8) V. Kozlov (13)      | M. Hossa (ATL)                   | 17 408                           | 23-22-2  |
| 17/1                             | MTL                              | 3-2 (P)                          | K. Lehtonen                      | M. Hossa (20) P. Dupuis (9) TF: -                                           | A. Kostitsyn (MTL)               | 16 181                           | 23-22-3  |
| 18/1                             | @ BUF                            | 10-1                             | J. Hedberg K. Lehtonen           | C. Stuart (3)                                                               | D. Stafford (BUF)                | 18 690                           | 23-23-3  |
| 20/1                             | EDM                              | 4-2                              | K. Lehtonen                      | V. Kozlov (14) M. Hossa (21)                                                | A. Hemsky (EDM)                  | 16 683                           | 23-24-3  |
| 22/1                             | @ NYR                            | 4-0                              | K. Lehtonen                      | -                                                                           | J. Jagr (NYR)                    | 18 200                           | 23-25-3  |
| 24/1                             | @ NYR                            | 2-1 (P)                          | J. Hedberg                       | M. Hossa (22) TF: -                                                         | B. Shanahan (NYR)                | 18 200                           | 23-25-4  |
| 30/1                             | PIT                              | 4-1                              | K. Lehtonen                      | B. Holik (9) I. Kovaltchouk (38) É. Perrin (9) J. Slater (1)                | K. Lehtonen (ATL)                | 14 070                           | 24-25-4  |
| Totaux pour le mois de janvier : | Totaux pour le mois de janvier : | Totaux pour le mois de janvier : | Totaux pour le mois de janvier : | Totaux pour le mois de janvier :                                            | Totaux pour le mois de janvier : | Totaux pour le mois de janvier : | 5-5 - 3  |

#### Février
| Date                             | Adversaire                       | Résultat                         | Gardiens                         | Marqueurs                                                                               | 1er étoile du match              | Spectateurs                      | Séquence |
| -------------------------------- | -------------------------------- | -------------------------------- | -------------------------------- | --------------------------------------------------------------------------------------- | -------------------------------- | -------------------------------- | -------- |
| 1/2                              | BUF                              | 5-4 (P)                          | J. Hedberg                       | M. Recchi (10) B. Holik (10) J. Slater (2) T. Enström (4) TF: É. Perrin                 | T. Enström (ATL)                 | 17 064                           | 25-25-4  |
| 2/2                              | @ WSH                            | 2-0                              | K. Lehtonen                      | T. White (11) M. Hossa (23)                                                             | K. Lehtonen (ATL)                | 17 205                           | 26-25-4  |
| 5/2                              | PHI                              | 3-2                              | K. Lehtonen                      | I. Kovaltchouk (39) E. Boulton (4)                                                      | S. Downie (PHI)                  | 15 082                           | 26-26-4  |
| 7/2                              | VAN                              | 2-1                              | K. Lehtonen                      | P. Dupuis (10)                                                                          | R. Luongo (VAN)                  | 16 813                           | 26-27-4  |
| 9/2                              | TB                               | 2-1 (P)                          | K. Lehtonen                      | M. Hossa (24) A. Jitnik (2)                                                             | A. Jitnik (ATL)                  | 18 879                           | 27-27-4  |
| 13/2                             | WSH                              | 3-2 (P)                          | K. Lehtonen                      | É. Perrin (10) M. Hossa (25) TF: É. Perrin                                              | K. Lehtonen (ATL)                | 15 285                           | 28-27-4  |
| 15/2                             | @ NJ                             | 4-3 (P)                          | J. Hedberg                       | I. Kovaltchouk (40) T. White (12) M. Hossa (26) TF: I. Kovaltchouk, M. Hossa, P. Dupuis | M. Hossa (ATL)                   | 14 475                           | 29-27-4  |
| 16/2                             | @ NYI                            | 4-1                              | K. Lehtonen                      | T. White (13)                                                                           | R. Fedotenko (NYI)               | 16 234                           | 29-28-4  |
| 21/2                             | @ CAR                            | 5-3                              | K. Lehtonen                      | É. Perrin (11) M. Recchi (11) T. White (14)                                             | S. Walker (CAR)                  | 13 548                           | 29-29-4  |
| 23/2                             | @ TOR                            | 3-1                              | K. Lehtonen                      | M. Recchi (12)                                                                          | N. Antropov (TOR)                | 19 390                           | 29-30-4  |
| 26/2                             | @ MTL                            | 5-1                              | K. Lehtonen                      | I. Kovaltchouk (41)                                                                     | C. Higgins (Mtl)                 | 21 273                           | 29-31-4  |
| 28/2                             | NYI                              | 5-4 (P)                          | K. Lehtonen                      | É. Perrin (12) K. Klee (1) A. Jitnik (3) B. Holik (11)                                  | A. Hilbert (NYI)                 | 16 332                           | 29-31-5  |
| Totaux pour le mois de février : | Totaux pour le mois de février : | Totaux pour le mois de février : | Totaux pour le mois de février : | Totaux pour le mois de février :                                                        | Totaux pour le mois de février : | Totaux pour le mois de février : | 5-6 - 1  |

#### Mars
| Date                          | Adversaire                    | Résultat                      | Gardiens                      | Marqueurs                                                                                                   | 1er étoile du match           | Spectateurs                   | Séquence |
| ----------------------------- | ----------------------------- | ----------------------------- | ----------------------------- | --- | ----------------------------- | ----------------------------- | -------- |
| 1/3                           | @ BOS                         | 3-2 (P)                       | J. Hedberg                    | I. Kovaltchouk (42) J. Slater (3) TF: -                                                                     | P. Kessel (BOS)               | 17 565                        | 29-31-6  |
| 2/3                           | @ PIT                         | 3-2 (P)                       | K. Lehtonen                   | J. Slater (4) V. Kozlov (15) TF: -                                                                          | R. Malone (PIT)               | 17 132                        | 29-31-7  |
| 5/3                           | CAR                           | 6-3                           | K. Lehtonen (D) J. Hedberg    | C. Thorburn (3) E.Christensen(10) I. Kovaltchouk (43)                                                       | E. Staal (CAR)                | 13 032                        | 29-32-7  |
| 7/3                           | MIN                           | 3-2 (P)                       | J. Hedberg                    | C. Armstrong (10) I. Kovaltchouk (44) TF: E. Christensen                                                    | I. Kovaltchouk (ATL)          | 18 709                        | 30-32-7  |
| 8/3                           | @ FLO                         | 3-2 (P)                       | K. Lehtonen                   | B. Little (4) I. Kovaltchouk (45)                                                                           | N. Horton (FLO)               | 16 614                        | 30-32-8  |
| 11/3                          | COL                           | 5-2                           | J. Hedberg (D) K. Lehtonen    | C. Armstrong (11) E.Christensen(11)                                                                         | D. Jones (COL)                | 14 089                        | 30-33-8  |
| 13/3                          | CAL                           | 6-4                           | K. Lehtonen                   | I. Kovaltchouk (46) C. Armstrong (12) I. Kovaltchouk (47) C. Thorburn (4) B. Holik (12) I. Kovaltchouk (48) | I. Kovaltchouk (ATL)          | 16 244                        | 31-33-8  |
| 14/3                          | @ WSH                         | 4-1                           | K. Lehtonen                   | V. Kozlov (16)                                                                                              | B. Laich (WSH)                | 18 208                        | 31-34-8  |
| 16/3                          | @ FLO                         | 3-1                           | J. Hedberg                    | I. Kovaltchouk (49)                                                                                         | O. Jokinen (FLO)              | 15 704                        | 31-35-8  |
| 18/3                          | @ PHI                         | 3-2                           | K. Lehtonen (D) J. Hedberg    | C. Thorburn (5) I. Kovaltchouk (50)                                                                         | J. Carter (PHI)               | 19 564                        | 31-36-8  |
| 19/3                          | CAR                           | 5-3                           | J. Hedberg                    | B. Little (5) S. McCarthy (1) V. Kozlov (17)                                                                | C. Ward (CAR)                 | 13 251                        | 31-37-8  |
| 21/3                          | WSH                           | 5-3                           | K. Lehtonen                   | T. Enström (5) J. Slater (5) J. Slater(6)                                                                   | N. Backstrom (WSH)            | 18 562                        | 31-38-8  |
| 27/3                          | @ FLO                         | 3-2                           | K. Lehtonen                   | B. Holik (13) M. Recchi (13) B. Holik (14)                                                                  | B. Holik (ATL)                | 17 301                        | 32-38-8  |
| 28/3                          | @ CAR                         | 7-1                           | J. Hedberg                    | J. Slater (7)                                                                                               | T. Ruutu (CAR)                | 17 833                        | 32-39-8  |
| 31/3                          | @ TB                          | 2-0                           | K. Lehtonen                   | I. Kovaltchouk (51) I. Kovaltchouk (52)                                                                     | K. Lehtonen (ATL)             | 17 441                        | 33-39-8  |
| Totaux pour le mois de mars : | Totaux pour le mois de mars : | Totaux pour le mois de mars : | Totaux pour le mois de mars : | Totaux pour le mois de mars :                                                                               | Totaux pour le mois de mars : | Totaux pour le mois de mars : | 4-8 - 3  |

#### Avril
| Date                              | Adversaire                        | Résultat                          | Gardiens                          | Marqueurs                                                   | 1er étoile du match               | Spectateurs          | Séquence |
| --------------------------------- | --------------------------------- | --------------------------------- | --------------------------------- | ----------------------------------------------------------- | --------------------------------- | -------------------- | -------- |
| 1/4                               | FLO                               | 3-2                               | J. Hedberg                        | LaVallée (1) M. Recchi (14)                                 | C. Anderson (FLO)                 | 15 453               | 33-40-8  |
| 5/4                               | TB                                | 4-1                               | K. Lehtonen                       | B. Holik (15) C. Armstrong (13) J. Slater (8) B. Little (6) | C. Armstrong (ATL)                | 18 732               | 34-40-8  |
| Totaux pour la saison régulière : | Totaux pour la saison régulière : | Totaux pour la saison régulière : | Totaux pour la saison régulière : | Totaux pour la saison régulière :                           | Totaux pour la saison régulière : | À domicile : 649 081 | 34-40-8  |

## Marques établies
Plusieurs joueurs au cours de la saison ont atteint un objectif personnel au niveau de leurs statistiques, ceux-ci sont répertoriés par date :
- 25 octobre : le défenseur Ken Klee prend part à son 800e match en carrière lorsque les Thrashers affrontent les Predators à Nashville.
- 1er Novembre : l'attaquant Ilia Kovaltchouk atteint le plateau des 400 matchs disputés dans la LNH alors qu'Atlanta rend visite aux Sénateurs d'Ottawa.
- 3 novembre : Éric Perrin franchit le cap des 100 matchs dans la LNH contre son ancienne formation, le Lightning de Tampa Bay.
- 6 novembre : Todd White inscrit son 100e buts en carrière lors de la prolongation qui donne la victoire aux siens face aux Capitals de Washington.
- 9 novembre : en première période face aux Panthers de la Floride, le centre Bobby Holik obtient sa 400e passe en carrière sur le buts d'Éric Perrin.
- 9 novembre : en troisième période, Ilia Kovaltchouk inscrit son 400e point en inscrivant un but qui scelle la victoire des Thrashers par la marque de 4 à 1 sur les Panthers.
- 21 novembre : dans une victoire de 5 à 1 face aux Capitals de Washington, Marián Hossa obtient son 600e point en carrière en amassant une passe sur un but compté en avantage numérique par Bobby Holik.
- 7 décembre : Ilia Kovaltchouk devient le joueur ayant joué le plus grand nombre de rencontres dans l'uniforme des Thrashers en prenant part à un 415e match avec l'équipe, dépassant alors le détenteur de l'ancienne marque, Patrik Štefan.
- 12 décembre : en embarquant sur la glace du Philips Arena face aux Bruins de Boston, Bobby Holik prend alors part à son 1 200e Match en carrière dans la LNH.
- 14 décembre : Niclas Hävelid est sur la glace pour un 500e match en carrière dans la défaite d'Atlanta 4 à 0 face aux Maple Leafs de Toronto.
- 22 décembre : l'attaquant Eric Boulton prend part à son 300e match dans la LNH.
- 26 décembre : le russe Viatcheslav Kozlov participe à son 1 000e match en carrière lorsque les Thrashers rendent visite aux Blue Jackets de Columbus.
- 2 janvier : Ilia Kovaltchouk inscrit sa 200e passe en carrière alors que l'équipe l'emporte en prolongation contre les Hurricanes de la Caroline.
- 8 janvier : contre les Flyers de Philadelphie, le défenseur Pascal Dupuis prend part à son 400e match en carrière.
- 8 janvier : le gardien Johan Hedberg voit son 200e match en carrière se solder par une défaite des sien au compte de 4 à 1.
- 22 janvier : après avoir été expulsé de la rencontre en première période pour avoir mis en échec par derrière le défenseur des Rangers de New York Michal Rozsíval, Ilia Kovaltchouk se voit suspendre pour un match. Ceci met un terme à une séquence record de 179 rencontres consécutive sous l'uniforme des Thrashers. L'ancienne marque, 164 matchs consécutifs pour les Thrashers, fut établi en 2007 par Greg de Vries.
- 26 février : Mark Recchi obtient sa 850e passe en carrière lorsque Ilia Kovaltchouk réussi à marquer le seul but des siens dans la défaite de 5 à 1 aux mains des Canadiens de Montréal.
- 2 mars : le nouveau venu Colby Armstrong obtient son 100e point en carrière contre l'équipe pour qui il évoluait moins d'une semaine plus tôt, soit les Penguins de Pittsburgh.
- 5 mars : le centre Jim Slater prend part à son 200e match en carrière alors que son partenaire de trio, Chris Thorburn célèbre sa 100e rencontre en inscrivant son troisième but de la saison.
- 13 mars : Mark Recchi prend part à son 1 400e match en carrière. Il est alors le cinquième joueur actif et le vingt-sixième de l'histoire de la LNH à avoir joué le plus grand nombre de rencontres en carrière.
- 16 mars : le capitaine Bobby Holik dépasse la marque établie le 22 janvier par Kovaltchouk en prenant part à une 180e partie consécutive dans l'uniforme des Thrashers.

### Honneurs et trophées
Cette liste dénote les joueurs ayant reçu une mention spéciale provenant de la LNH ou des Thrashers au cours de la saison.
- Tobias Enström ; nommé la recrue du mois de novembre dans la LNH.
Nommé le joueur du mois de novembre chez les Thrashers.
Invité au Match des étoiles de la LNH en tant que recrue.
Nommée sur l'équipe d'étoiles des recrues pour la saison 2007-2008.
- Niclas Hävelid ; récipiendaire de la saison 2007-2008 du trophée Gilner-Reeves remis au joueur des Thrashers s'étant démarqué par son implication auprès de la communauté.
Mis en nomination pour l'obtention du trophée King-Clancy remis au joueur de la LNH s'étant le plus impliqué auprès de sa communauté.
- Johan Hedberg ; récipiendaire de la saison 2007-2008 du trophée des joueurs remis au joueur des Thrashers jugé par ses pairs comme ayant le meilleur esprit sportif.
Mis en nomination pour l'obtention du trophée Bill-Masterton remis au joueur de la LNH s'étant démarqué par sa persévérance et son dévouement au jeu.
- Marián Hossa ; invité au Match des étoiles de la LNH.
Nommé le joueur du mois de janvier chez les Thrashers.
- Kari Lehtonen ; nommé la deuxième étoile de la semaine du 17 au 23 décembre dans la LNH
Nommé le joueur du mois de décembre chez les Thrashers.
- Ilia Kovaltchouk ; nommé la première étoile de la semaine du 29 octobre au 4 novembre dans la LNH.
Nommé le joueur du mois d'octobre chez les Thrashers.
Nommé le joueur du mois de novembre dans la LNH.
Invité au Match des étoiles de la LNH.
Récipiendaire de la saison 2007-2008 du trophée Heineken des trois étoiles du match remis au joueur de l'équipe ayant été le plus souvent parmi les trois étoiles de la rencontre.
Nommé le joueur du mois de mars chez les Thrashers.
- Éric Perrin ; récipiendaire du trophée Dan Snyder remis au joueur des Thrashers s'étant démarqué par sa persévérance, son dévouement et sans avoir reçu une reconnaissance officielle pour son travail.
- Mark Recchi ; nommé le joueur du mois de février chez les Thrashers.